# Bradya kurtschminkei
Bradya kurtschminkei is een eenoogkreeftjessoort uit de familie van de Ectinosomatidae. De wetenschappelijke naam van de soort is voor het eerst geldig gepubliceerd in 2008 door Seifried & Martínez Arbizu.